# Jason Love
Jason Sidney Love (Filadelfia, 15 settembre 1987) è un ex cestista statunitense.